# Kaiser-Wilhelm- und Ratsgymnasium Hannover
Das Kaiser-Wilhelm- und Ratsgymnasium (kurz: KWR) ist ein 1995 aus dem Ratsgymnasium und dem Kaiser-Wilhelm-Gymnasium (KWG) fusioniertes humanistisches Gymnasium in Hannover.

## Geschichte
Durch Schülerschwund hatte das Ratsgymnasium allein kaum Zukunft und zog 1994 nach langen Querelen mit der Stadt Hannover zur Rettung der altsprachlichen Ausrichtung in das Gebäude des Kaiser-Wilhelm-Gymnasiums; 1995 vereinigten sich beide Schulen nach einigen Auseinandersetzungen zum Kaiser-Wilhelm- und Ratsgymnasium (KWR), was das lange Nebeneinander beendete. Als Symbol der Vereinigung kann die Statue der „Sophia“ auf dem Pausenhof des KWR dienen, die in den 1950er Jahren entstand und ursprünglich am ehemaligen Gebäude des Ratsgymnasiums stand.
1998 stiegen die Schülerzahlen leicht. Das Kaiser-Wilhelm- und Ratsgymnasium hatte damals 516 Schüler. Bei der Einführung des Zentralabiturs in Niedersachsen im Jahre 2006 hatte das Kaiser-Wilhelm- und Ratsgymnasium den besten Abiturnotenschnitt (2,1) des Landes.

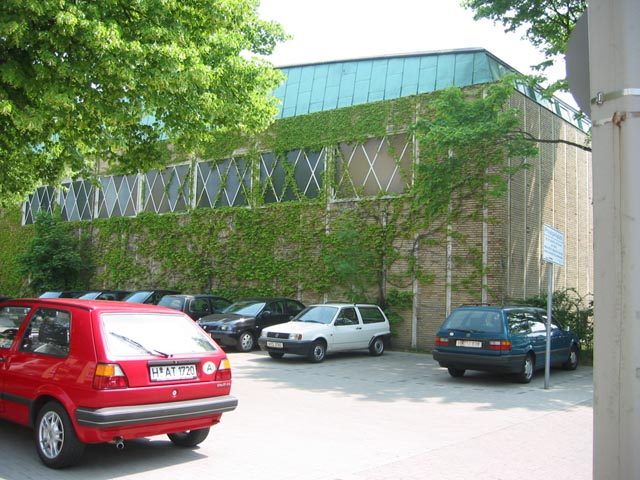
Neubau des KWG (1950er Jahre): Die Aula
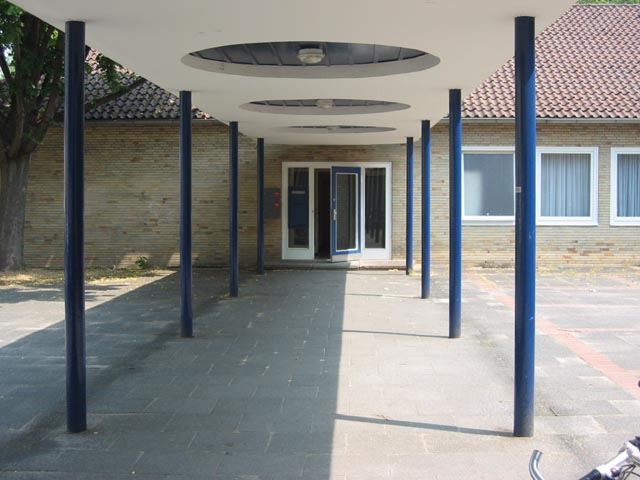
Weg zum Lehrerzimmer
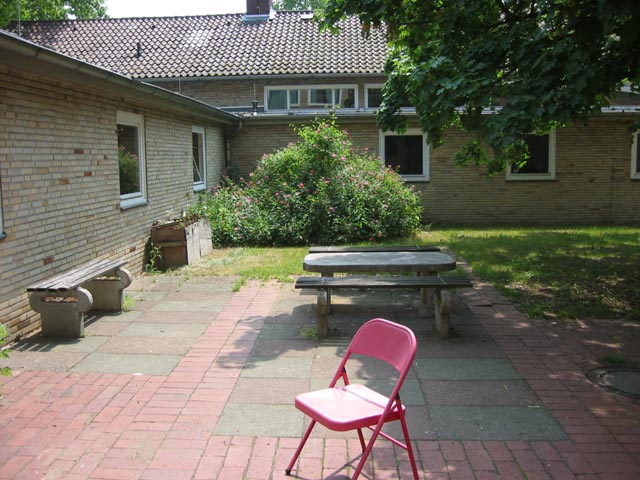
Ehemaliger Raucherhof
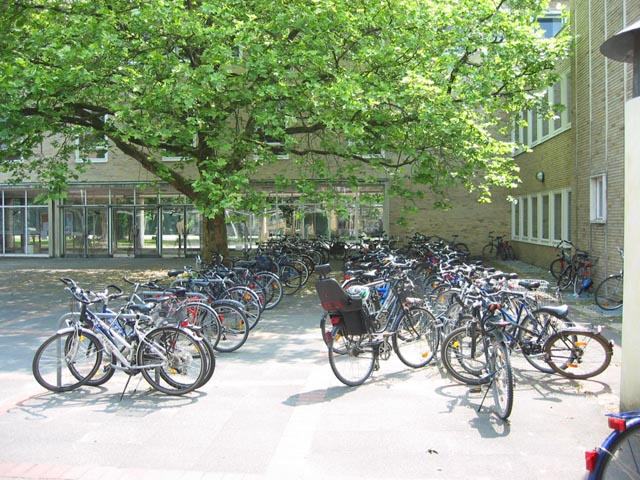
Schulgelände
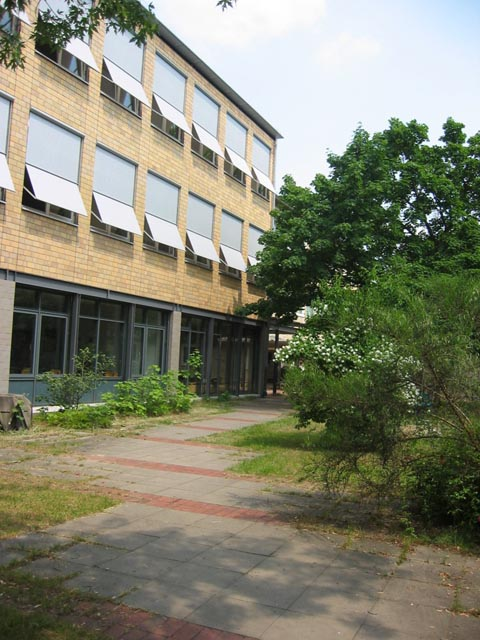
Anbau des KWR (1990er Jahre)

### Ratsgymnasium

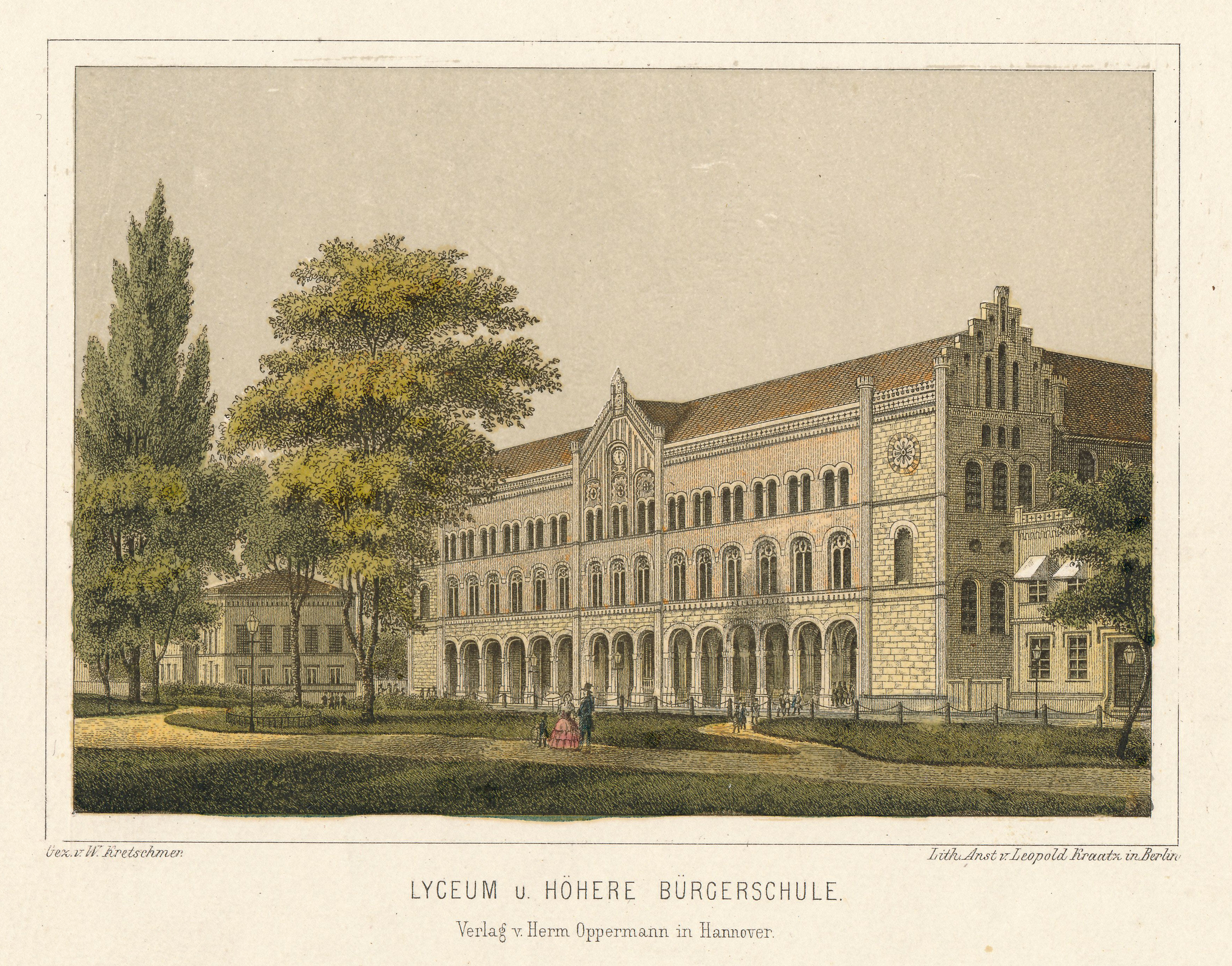
Das 1854 am Georgsplatz erbaute Lyceum mit höherer Bürgerschule, das spätere KWG; an der gleichen Stelle wurde 1958 die Norddeutsche Landesbank errichtet;
kolorierte Lithografie von Leopold Kraatz nach einer Vorlage des Zeichenlehrers Wilhelm Kretschmer

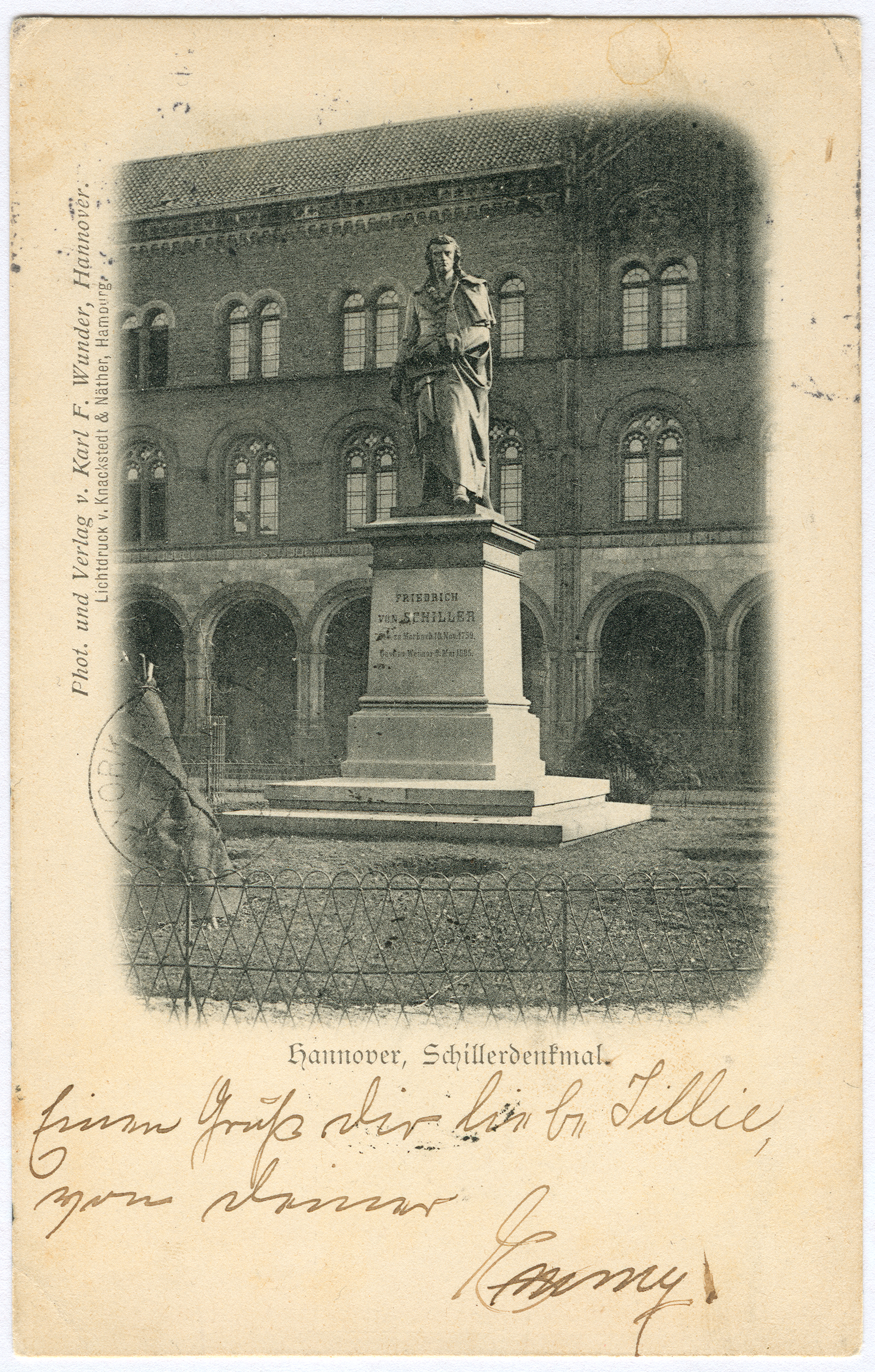
Das vor dem Lyceum am Georgsplatz aufgestellte Schillerdenkmal;
Ansichtskarte von Karl F. Wunder, Lichtdruck von Knackstedt & Näther; um 1898

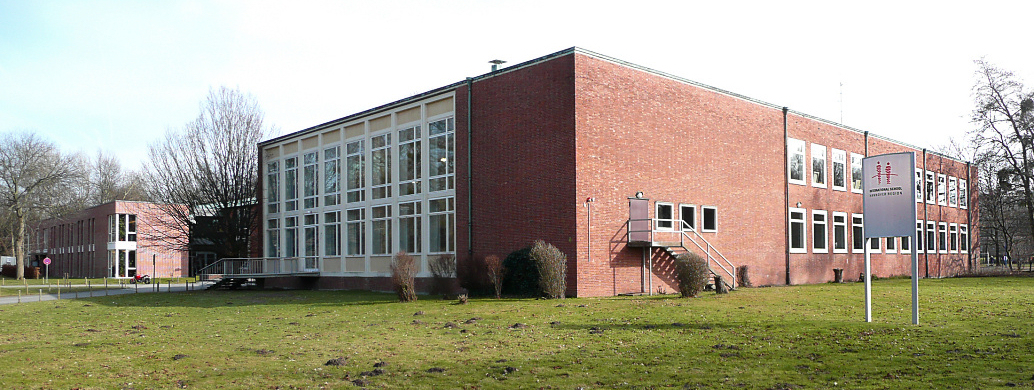
Nachkriegsgebäude des Ratsgymnasium Hannover nahe dem Schützenplatz Hannover, heute International School Hannover Region

Das hannoversche Ratsgymnasium führt seine Geschichte auf die 1262 erstmals urkundlich erwähnte schola in Honovere zurück. Der Rat der Stadt erteilte 1315 die Erlaubnis, ein Schulgebäude an der Marktkirche zu errichten. 1348 erwarb die Stadt die Schule und alle Rechte („Se mogen ok mer Scole maken binnen der stadt, icht se willet“) und suchte fortan die rectores für ein Jahr aus.
Die Schule bereitete auf kirchliche und weltliche Karrieren vor und lehrte dazu Latein, Sprechen und Schreiben, Rhetorik und Gesang. Sie finanzierte sich und den rector, der einziger Lehrer für alle drei Klassenstufen war, durch Schulgeld. Arme Kinder bildeten Bettelchöre und traten für ihr Schulgeld öffentlich auf.
Als der Rat 1532 einen protestantischen Lehrer entließ und deswegen gestürzt wurde, wurde Hannover zum „Hort des Luthertums“. Die Schule bekannte sich zum Humanismus. 1578 brannte das Schulgebäude nieder. 1597 hatte die Schule 800 Schüler (einige darunter aus Bremen) und es erfolgte die Gründung einer Stiftung für mittellose Schüler.
1598 wurden in einer Schulordnung Glücksspiel, Baden im Freien, Schneeballwerfen, Trinken und Tragen bunter Kleider verboten. Im 17. Jahrhundert wurde Plattdeutsch erlaubt und den Schülern Zeit zur Erholung gegeben. Die Schülerzahl sank in der Folgezeit, vor allem, weil das Deutsche durch die Aufklärung Latein verdrängt und Adlige und Bürger Privatlehrer unterhielten – die Sozialstruktur veränderte sich. 1708 wurde eine neue Schulordnung erlassen, in der Lüge, Naschsucht, Unzucht und mangelnde Reinlichkeit verboten wurden.
1759 besuchten die Schule nur noch 65 Schüler, woraufhin sich 1765 im Lyzeumsgebäude eine Realschule mit Rechnen, Architektur, Haushalten einrichtete. 1774 stieg die Schülerzahl wieder auf 120. 1803 erfolgte der Einzug ins frühere Kaffeehaus Vauxhall am Friederikenplatz. 1812 wurde mit Französisch die erste moderne Fremdsprache in den Lehrplan aufgenommen. Im Anfang des 19. Jahrhunderts wurden acht Klassenstufen, Stundenglocken und wöchentliche Konferenzen eingeführt, Gewalt wurde verboten.
1847 wurde das alte Schulhaus abgerissen, um dem König freie Sicht auf den Waterlooplatz zu gewährleisten. Der Neubau wurde 1854 eingeweiht. Die Wilhelminisierung des städtischen Lyzeums nach der Annexion durch Preußen lässt sich an den Feieranlässen ablesen: Schlachtengedenk- und Monarchengeburtstage wurden mit allem Pomp zelebriert und die 1898 stattfindende 550-Jahr-Feier dehnte sich über vier volle Tage aus, mit Theater, Illumination der Schule, Schauturnen, Festessen und Ball.
1871 wurde das Lyzeum II von der traditionsreichen Schule abgespalten.
1912 wurde das Lyzeum I der Stadt in Ratsgymnasium Hannover (RGH) umbenannt. Seither bestanden das 1875 gegründete (siehe unten) Kaiser-Wilhelm-Gymnasium und das Ratsgymnasium nebeneinander, quasi als „Konkurrenzunternehmen“, was heutzutage kaum noch nachzuvollziehen ist: zwei Schulen mit gleichem, auf Alte Sprachen konzentrierten Profil, nicht allzu weit voneinander entfernt.
Nach der Machtergreifung durch die Nationalsozialisten 1933 wurde der vom Dienst suspendierte RGH-Altsprachenlehrer Bernhard Rust Erziehungsminister. Das Bildungsniveau sank; die Schulzeit wurde um ein Jahr gekürzt, die alten Sprachen an den Rand gedrängt und Tacitus’ „Germania“ Pflichtlektüre. Viele Stunden fielen nationalsozialistischen Ereignissen zum Opfer.
1935 lehnten Schüler der Untertertia ihren Geschichtslehrer wegen dessen nationalsozialistischer Einstellung ab. Er wurde entlassen; das Ratsgymnasium blieb einigermaßen kritisch und selbstbestimmt. 1937 bestand der letzte jüdische Schüler (Israel Schul) dort sein Abitur. Bei Beginn des Zweiten Weltkriegs 1939 wurden zum Krieg taugliche Lehrer eingezogen. Ab 1943 wurden ältere Schüler ohne Notabitur rekrutiert und erhielten ein Abgangszeugnis mit „Reifevermerk“. Sie arbeiteten oder wurden als „Flakhelfer“ eingesetzt.
Bei den Luftangriffen auf Hannover wurde das Schulgebäude am 8. Oktober 1943 in weiten Teilen zerstört. 1945 hatte das Ratsgymnasium 164 Gefallene und 13 Opfer des NS-Regimes zu beklagen. In der folgenden Notzeit fehlten viele Lehrer und Schüler. Durch altertümliche Lehrmittel war der Unterricht beschränkt (unter anderem gab es in den noch vorhandenen Schulgebäuden Schichtbetrieb). Viele Schüler waren unterernährt und tuberkulosegefährdet.
1954 wurde das neue Gebäude des Ratsgymnasiums am Schützenplatz Hannover, heute International School Hannover Region, eröffnet. Zur gleichen Zeit wurde die Schülermitbestimmung eingeführt.
Am Ratsgymnasium war spätestens 1969 die Koedukation eingeführt worden, allerdings mit der Einschränkung, dass Mädchen in der 5. Klasse mit Latein als Erstsprache beginnen mussten. 1978 gab es sowohl am Ratsgymnasium als auch am Kaiser-Wilhelm-Gymnasium das letzte Abitur vor Einführung der Orientierungsstufe. Allerdings begannen nach Einführung der Orientierungsstufe in Niedersachsen die Gymnasien erst mit der siebten Klasse, was gerade für die alten Sprachen enorme Probleme bereitete.
Es bestand eine Patenschaft zum Stadtgymnasium Altstadt-Kneiphof (Königsberg), das 1923 aus der Vereinigung des Kneiphöfischen und des Altstädtischen Gymnasiums in Königsberg (Preußen) entstanden war.
Anlässlich des 725-jährigen Bestehens des Ratsgymnasiums hielt Ernst Gottfried Mahrenholz als ehemaliger Schüler am 22. August 1992 die Festrede.

### Kaiser-Wilhelm-Gymnasium

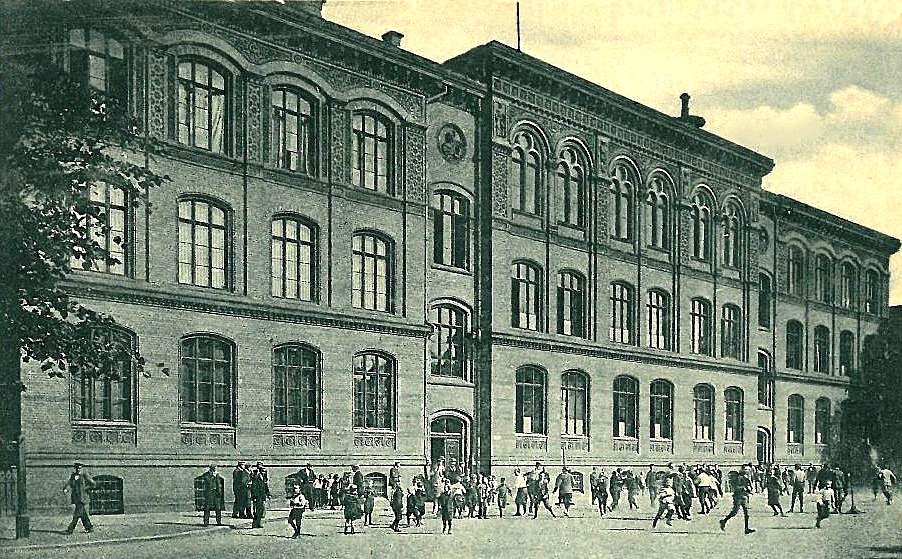
Hofansicht des damals so betitelten Kaiser-Wilhelm-Gymnasiums (1900)

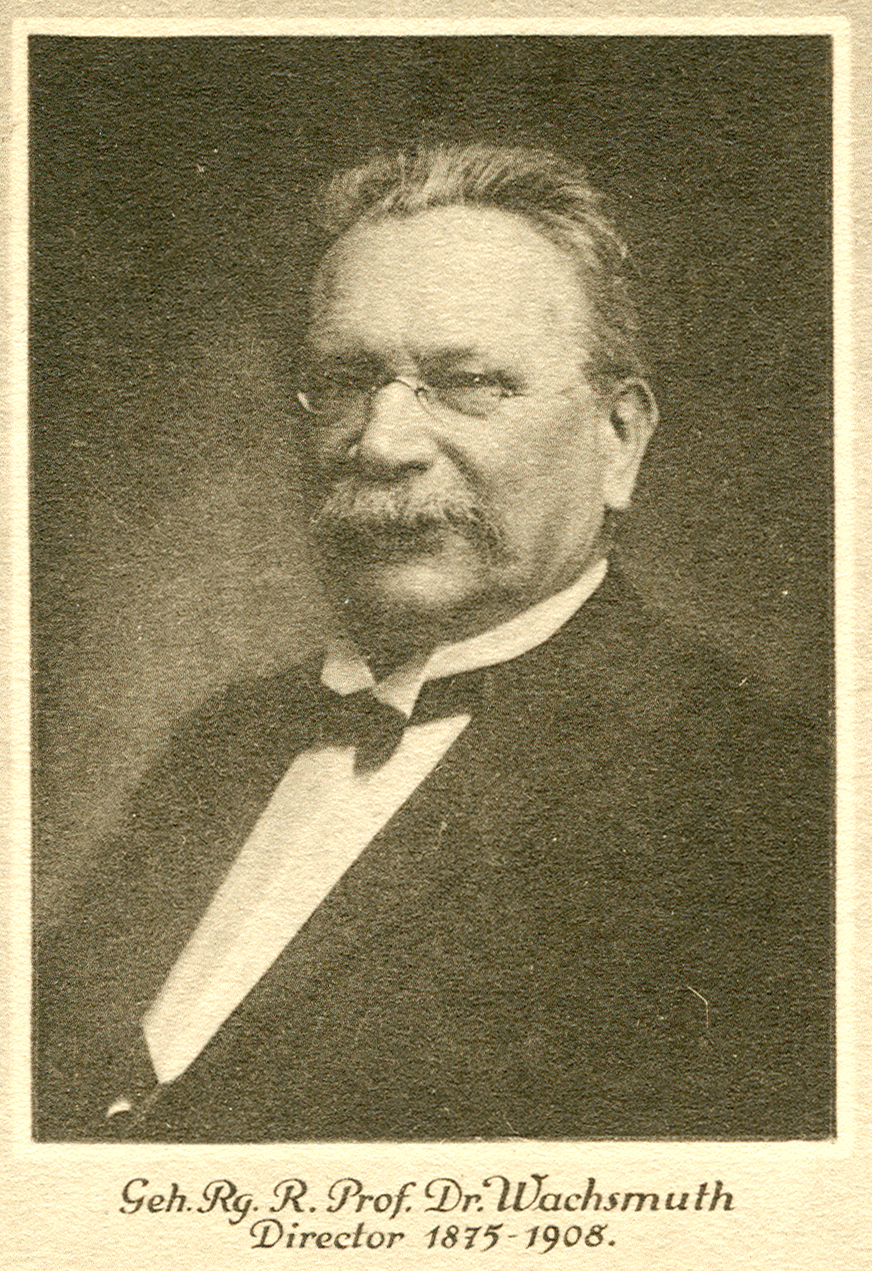
Der „Geh. Rg. R. Richard Wachsmuth“, erster Direktor des Kaiser-Wilhelm-Gymnasiums von 1875 bis 1908

Das „Kaiser-Wilhelm-Gymnasium“ (KWG) wurde 1875 als einzige preußische Schule in Hannover, einer ehemaligen Hochburg der Welfen, gegründet. 1881 zog es in sein neues Schulgebäude in der Straße Am Gefangenenhause. Da diese Straße nach dem nördlich gegenüber liegenden und von hohen Mauern umgebenen Gerichtsgefängnis benannt war, wurde sie auf Drängen des Direktors in Leonhardtstraße umbenannt. Die Schülerzahl stieg schnell an.
Für die Entwicklung während der Zeit des Nationalsozialismus gilt ähnliches wie beim Ratsgymnasium. Als ein ausländischer Schüler einen Pressefreiheit-Aufsatz schrieb, wurde der Gymnasiumsdirektor Hoesch fast entlassen. Er hatte angekündigt, die Schule „niemals im Sinne einer Partei, sondern nach pädagogischen Gesichtspunkten leiten“ zu wollen. Während des Zweiten Weltkrieges fielen 206 Schüler des Kaiser-Wilhelm-Gymnasiums. Für die Nachkriegszeit muss man allerdings von einer unterlaufenen Entnazifizierung sprechen, wie der Erziehungswissenschaftler Achim Leschinsky in einer Auseinandersetzung mit dem Kaiser-Wilhelm-Gymnasium und den dort lehrenden Akteuren wie dem Schulleiter Erich von Drygalski (* 19. Dezember 1901) und seinen alten Kameraden von der Napola Ilfeld und der Napola Schulpforta dargestellt hat.
Auch das Gebäude des Kaiser-Wilhelm-Gymnasiums wurde durch die Luftangriffe auf Hannover im Zweiten Weltkrieg zerstört. Als Ausweichquartier wurde zunächst die Humboldtschule bezogen. Zwischen 1952 und 1956 erfolgte der Neubau des Gymnasiums in der Seelhorststraße nahe dem Zoo Hannover und der Stadthalle Hannover.
1950 hatte das Kaiser-Wilhelm-Gymnasium wieder etwa 500 Schüler, 1957 stieg die Zahl auf 825. In den 1960er Jahren arbeiteten Schüler am 1. Juni beim Versandhandel Bauern für „Pakete in die Zone“, wobei das Kaiser-Wilhelm-Gymnasium oft ein Drittel des Geldes aus Hannover beisteuert. Durch die Studentenproteste der späten 1960er wurde die Schülerschaft politisiert. Anfang der 1970er Jahre kamen Forderungen nach Mitsprache bei Zensuren, freier Fächerwahl und Sexualkunde auf. 1971 beschloss die Gesamtkonferenz am Kaiser-Wilhelm-Gymnasium die Einführung der Koedukation. Zuvor bestand in Hannover für Mädchen nur an der Sophienschule ein altsprachlicher Zweig. 1974 hatte das Kaiser-Wilhelm-Gymnasium 619 Schüler bei wachsendem Lateinanteil. Der Unterricht wurde so gründlich wie noch nie verändert: Schon Mitte der 1960er Jahre erschienen am Kaiser-Wilhelm-Gymnasium neue Schulbücher aus dem Kreis des Kollegiums wie von Horst Holtermann, Hans Gappa und Heinz Papenhoff (später Direktor am Ratsgymnasium) oder Hans Baumgarten; diese legten Wert auf Sprachreflexion. Der Ansturm auf die humanistischen Gymnasien war damals so groß, dass die Stadt überlegte, ein weiteres einzurichten.

## Ehemaligenklasse und Schulstiftung
An der Schule existiert neben dem „Ehemaligenverein“ eine aktive „Ehemaligenklasse“. Es handelt sich um eine Einrichtung mit langer Tradition, die vom KWG übernommen wurde. Eine weitere Besonderheit ist die seit Herbst 2008 bestehende KWR-Stiftung.

## Bekannte Schüler und Lehrer

### Lehrer
- Georg Scharnikau (Scarabaeus) (1505–1558),[5] erster evangelischer Prediger in Hannover und ab 1527 Rektor der Ratsschule[6]
- Johann Ludolf Bünemann (1687–1759), Philologe und Literaturhistoriker, Rektor ab 1739
- Jacob Struve (1755–1841) war von 1785 bis 1791 Rektor des Gymnasiums
- Friedrich Ernst Ruhkopf (1760–1821), Direktor des Lyzeums, gab fünf Seneca-Bände heraus und war Mitglied der Königlichen Gesellschaft der Wissenschaften in Göttingen
- Georg Friedrich Grotefend (1775–1853), Direktor des Lyzeums von 1821 bis 1849, entschlüsselte kombinatorisch die persepolitanische Keilschrift, ohne Persisch zu kennen, schrieb zwei Lateingrammatiken und gründete den Verein für deutsche Sprache, wo er Jacob Grimm traf
- Ernst Friedrich Wilhelm Bödeker (1779–1825), 1807 Subrektor, 1817 Konrektor, Dichter und Schriftsteller
- Raphael Kühner (1802–1878), Gymnasiallehrer der Alten Sprachen und später als „Rektor“ stellvertretender Schulleiter des Lyzeums bis 1863.
- Wilhelm Kretschmer (1806–1897), Zeichenlehrer im Jahr 1864[7]
- Wilhelm Pieper (Revolutionär) (1826–1898), zuvor in London zeitweiliger Privatsekretär von Karl Marx, später am Ratsgymnasium
- Richard Wachsmuth (1840–1910), erster Direktor des KWG[8]
- Adolf Köcher (1848–1917), Lehrer, erhielt Orden für Vorträge bei Wilhelms II. Nordlandfahrten, Geheimrat
- Ernst Kohlrausch (1850–1923), Lehrer, Erfinder des chronofotografischen Apparats zur Reihenfotografie
- Ernst Schrader (1852–1911), Lehrer und Schriftsteller
- Wilhelm Prinzhorn (1859–1946), Direktor, Provinzialschulrat im preuß. Kultusministerium
- Rudolf Graefenhain (1867–1940), Direktor, vorher Erzieher des Prinzen zu Schaumburg-Lippe[9]
- Iwan Bloch (1872–1922), Mediziner, Dermatovenerologe und Sexualforscher
- Bernhard Rust (1883–1945), Lehrer (Altsprachen) am Ratsgymnasium ab 1911, 1925 Gauleiter Hannover-Nord, 1933 bis 1945 Reichserziehungsminister (1883–1945)
- Hans Wohltmann (1884–1968), Lehrer ab 1915, Historiker, Brüder-Grimm-Preisträger, Stader Ehrenbürger und ab 1926 Direktor des Athenaeum Stade
- Rolf Hartung (1908–1995), Kunsterzieher am KWG (ab 1967 Werkkunstschule Hannover), Maler und Autor
- Heinz Papenhoff (* 12. Mai 1931 in Bochum; † 4. März 2000 in Hannover), Altphilologe und Gymnasiallehrer ab 1956 am KWG, ab 1972 Direktor am Ratsgymnasium.
- Achim Block (1932–2019), Altphilologe und Politiker, von 1956 bis 1969 am KWG
- Bernhard H. F. Taureck (* 1943), Lehrer, deutscher Philosoph und Professor an der Technischen Universität Braunschweig (unterrichtete von 1996 bis 2007)

### Schüler
Nach Geburtsjahr geordnet
- Johannes Schele (≈1385/90–1439), 1407 Sekretär Kaiser Sigismunds, dann Bischof von Lübeck
- Reiner Reineccius (1541–1595), erster Geschichtsprofessor in Helmstedt
- Hieronymus Praetorius (1595–1651), lutherischer Geistlicher, Theologe, Physiker und Hochschullehrer
- Karl Philipp Moritz (1756–1793), Schriftsteller des Sturm und Drang, Wegbereiter des psychologischen Entwicklungsromans mit Anton Reiser, einem autobiographischen Werk, das seine Schulzeit verarbeitet
- August Wilhelm Iffland (1759–1814), geboren im Leibnizhaus, Schauspieler, „Publikumsliebling seiner Zeit“ und Intendant des Berliner Nationaltheaters; nach ihm ist die Schauspieler-Ehrung „Iffland-Ring“ benannt
- August Wilhelm Schlegel (1767–1845), Dichter, gründet mit Bruder Friedrich, der nicht zum Lyzeum geht, weil seine Eltern ihn für weniger begabt halten, einen Kreis mit Novalis, Schelling, Brentano und schafft die literaturtheoretische Grundlage der Romantik
- Georg Wilhelm Glünder (1799–1848), Offizier, Autor und Herausgeber, zweiter Direktor an der Polytechnischen Schule in Hannover[10]
- Heinrich Bergmann (1799–1887), Offizier, Hochschulkurator, Verwaltungsjurist, Konsistorialdirektor und Kultusminister[11]
- August Heinrich Andreae (1804–1846), Hannoverscher Maler und Stadtarchitekt
- Rudolf Wiegmann (1804–1865), Architekt, Professor und Sekretär an der Düsseldorfer Kunstakademie, Sekretär des Kunstvereins für Rheinland und Westfalen, Architekturmaler, Grafiker, Radierer, Lithograph, Illustrator und Kunstschriftsteller
- Eduard Freiherr von Schele (1805–1875), Ministerpräsident des Königreichs Hannover und Generalpostmeister in Frankfurt am Main
- Hermann Klencke (1813–1881), Militärarzt, Privatgelehrter und Schriftsteller
- Karl Günther (1822–1896), Tiermediziner
- Christoph Gustav Mittendorff (1822–1847), Historiker
- Rudolf von Bennigsen (1824–1902), Führer der Nationalliberalen, Gegenspieler Bismarcks, 1888 Präsident der Provinz Hannover
- Ludwig Lange (1825–1885), Philologe und Archäologe
- Georg Meissner (1829–1905), Anatom und Physiologe, Entdecker der nach ihm benannten Hauttastkörperchen
- August Tewes (1831–1913), Rechtswissenschaftler und Hochschullehrer
- Julius Wellhausen (1844–1918), Theologe
- Barend Sijmons (1853–1935), Philologe
- Hans Eyl (1854–1913), Stadtsyndikus und stellvertretender Stadtdirektor von Hannover[12]
- Heinrich Tramm (1854–1932), Stadtdirektor von Hannover[13]
- Wilhelm Hoyer (1854–1932), Geologe und Ingenieur
- Max Devrient (1857–1929), Wiener Hofburg-Schauspieler, -Oberregisseur
- Hermann Valentin (1863–1913), Landtagsabgeordneter im Fürstentum Lippe
- Ernst Wegener (1863–1945), Jurist und Politiker
- Alfred Hugenberg (1865–1951), Montan-, Rüstungs- und Medienunternehmer, Politiker (DNVP)
- Georg Crusen (1867–1949), Jurist und Präsident des Obergerichts der Freien Stadt Danzig[14]
- Hugo Lindemann (1867–1949), Hochschullehrer und sozialdemokratischer Politiker
- Viktor Lampe (1869–1932), Präsident des Landeskirchenamts in Hannover
- Theodor Lessing (1872–1933), Philosoph, Dozent der Technischen Hochschule Hannover für Philosophie und Pädagogik, von den Nationalsozialisten in Prag ermordet
- Ludwig Klages (1872–1956), Philosoph, Begründer der wissenschaftlichen Graphologie
- Arnold Nöldeke (1875–1964)[15] (1875–1964), Architekt, Ausgräber, Kunsthistoriker und Autor
- Hartwig von Wersebe (1879–1968), Sänger
- Karl Erich Andrée (1880–1959), Geologe, Rektor der Albertus-Universität
- Ernst August Büttner (1881–1955)[16]
- Johann Frerking (1884–1971), Literatur- und Theaterkritiker und Schriftsteller
- Arthur Menge (1884–1965), Politiker und Oberbürgermeister von Hannover (1925–1937), seit Februar 1943 Mitglied des Widerstands gegen Hitler
- Georg Lindemann (1884–1963), Generaloberst im Zweiten Weltkrieg
- Georg Lindemann (1885–1961), SPD-Senator in Hannover
- Theodor Lockemann (1885–1945), Bibliothekar, Direktor der Universitätsbibliothek in Jena (KWG)
- Herbert Ihering (1888–1977), Dramaturg, Regisseur, Journalist und Theaterkritiker[17]
- Kurt Kleinrath (1899–1968), Artillerie- und Luftwaffenoffizier
- Reinhard Kapp (1907–1995), Fachanwalt für Steuerrecht
- Erich Mollwo (1909–1993), Physiker, Professor für Angewandte Physik und Lehrstuhlinhaber an der Universität Erlangen
- Heinrich Dörrie (1911–1983), Altphilologe
- Kurt Eckels (1911–1990), Theologe
- Ulrich de Maizière (1912–2006), General und vierter Generalinspekteur der Bundeswehr von 1966–1972
- Helmut Coing (1912–2000), Direktor am Max-Planck-Institut für europäische Rechtsgeschichte und Vizepräsident der Max-Planck-Gesellschaft
- Ernst Friedrich Brockmann (1920–1978), NS-Opfer, Architekt, Bildhauer und Grafiker, Vizepräsident des Bundes Deutscher Architekten[18]
- Wolfgang Beermann (1921–2000), deutscher Biologe
- Rudolf Augstein (1923–2002), ab 1946 Herausgeber der Wochenzeitschrift Der Spiegel
- Hanns Simons (1925–1984), Bauingenieur und Professor an der TU Braunschweig
- Hans Christhard Mahrenholz (1928–2022), Jurist und Politiker
- Ernst Gottfried Mahrenholz (1929–2021), von 1981 bis 1994 Richter des Bundesverfassungsgerichts
- Volkmar Köhler (1930–2012), Politiker (CDU), von Juni bis November 1972 Oberbürgermeister der Stadt Wolfsburg, 1972–1994 Mitglied des Deutschen Bundestages für den WK Helmstedt-Wolfsburg
- Peter Hahn (* 1931), Mediziner, Vertreter der Heidelberger anthropologischen Schule der Medizin
- Ulrich Beer (1932–2011), Diplom-Psychologe, Fachschriftsteller
- Hans-Ludwig Schreiber (1933–2021), Präsident der Georg-August-Universität Göttingen, Strafrechtler und Rechtsphilosoph
- Eckard Lefèvre (* 1935), Altphilologe
- Klaus Bartels (1936–2020), deutsch-schweizerischer Altphilologe und Publizist
- Heinrich Holl (* 1936), Brigadegeneral des Heeres der Bundeswehr
- Rolf Seelmann-Eggebert (* 1937), CBE, Journalist des NDR-Fernsehens und einer der bekanntesten deutschen Adelsexperten
- Eike Mühlenfeld (1938–2018), Physiker und Professor für Mess- und Automatisierungstechnik
- Dietrich Kurz (1942–2023), Sportpädagoge und Hochschullehrer
- Ulrich Reuling (1942–2000), Mittelalterhistoriker und Weltmeister im Diskuswurf (Seniorenklasse)
- Jochen Feilcke (* 1942) MdB 1983–1998, seit 1999 Vorsitzender der Deutsch-Israelischen Gesellschaft Berlin und Potsdam
- Claus-Ulrich Heinke (* 1944) Ev.luth. Theologe (Gemeinde- und Medienpastor), Fernseh-, Hörfunk und Zeitungsjournalist, Dirigent SingAkademie Niedersachsen, Kulturpolitiker, Kulturmanager
- Achim Leschinsky (1944–2011), Erziehungswissenschaftler, Professor an der Humboldt-Universität Berlin
- Friedrich-Wilhelm Tebbe (1945–2021) Dirigent, Hochschullehrer, Gründer des Bückeburger Bach-Orchesters, Vorsitzender der International Richard Sahla Society
- Michael Schaefer (* 1949), Diplomat und 2007–2013 Botschafter in der Volksrepublik China
- Wolfram Kollatschny (* 1950), Astrophysiker
- Werner Taegert (* 1950), Altphilologe, Anglist und Bibliothekar
- Werner Hoyer (* 1951), MdB, Staatsminister im Auswärtigen Amt, deutscher Politiker (FDP)
- Dorothea Wendebourg (* 1952), evangelische Theologin (Kirchenhistorikerin)
- Eckhard Lucius (1954–2011), Biologiedidaktiker am Leibniz-Institut für die Pädagogik der Naturwissenschaften (IPN) an der Universität Kiel
- Fritz Baltruweit (* 1955), Pfarrer und Liedermacher
- Heiko von der Leyen (* 1955), Mediziner und Hochschullehrer
- Christian Hinsch (1955–2021), Versicherungsmanager, IHK-Präsident und Unternehmensberater[19]
- Martin Lohse (* 1956), Mediziner und Hochschullehrer
- Wolfram Thiem (1956–2011), Ruderer
- Ludwig Hecke (* 1957), Pädagoge und Ministerialbeamter, Staatssekretär in Nordrhein-Westfalen
- Ingo Metzmacher (* 1957), Dirigent
- Stephan Weil (* 1958), ehem. Oberbürgermeister der Landeshauptstadt Hannover, niedersächsischer Ministerpräsident (SPD)
- Giovanni di Lorenzo (* 1959), deutsch-italienischer Journalist, Mitherausgeber des Tagesspiegels, Chefredakteur der Wochenzeitung Die Zeit und Talkshowmoderator (nach der 11. Klasse abgegangen (RGH)[20])
- Tilman Krause (* 1959), Literaturkritiker und leitender Redakteur der Tageszeitung Die Welt[21]
- Wiebke Hoogklimmer (* 1960), Sängerin und Produzentin
- Andreas Aguilar (* 1962), 1989 Weltmeister im Kunstturnen am Reck, mehrfacher Deutscher Meister
- Markus Becker (* 1963), Pianist
- Christoph Schneider (* 1963), Chemiker und Hochschullehrer
- Andreas Thier (* 1963), Jurist und Hochschullehrer
- Jan Christian Gertz (* 1964), evangelischer Theologe
- Stefan Schostok (* 1964), ehem. Oberbürgermeister der Landeshauptstadt Hannover, ehem. MdL, Vorsitzender des SPD Bezirks Hannover, deutscher Politiker (SPD)
- Bernhard Stecker (* 1964), römisch-katholischer Theologe
- Hans-Joachim Frey (* 1965), Kulturmanager
- Eckart von Klaeden (* 1965), ehem. MdB und Staatsminister im Bundeskanzleramt, deutscher Politiker (CDU)
- Dirk Toepffer (* 1965), MdL, ehem. Vorsitzender der CDU Hannover-Stadt, deutscher Politiker (CDU) und Rechtsanwalt
- Franziska Rubin (* 1968), Moderatorin und Schauspielerin
- Ruben Jonas Schnell (* 1968), Musikjournalist und Gründer des Internetradiosenders ByteFM
- Volker Henning Drecoll (* 1968), Kirchenhistoriker
- Sebastian Peetz (* 1968), Künstler und Typograf
- Bora Dagtekin (* 1978), Autor und Regisseur
- Cornelius Meister (* 1980), Dirigent und Pianist sowie Generalmusikdirektor der Stadt Heidelberg
- Sebastian Naglatzki (* 1982), deutscher Opernsänger
- Konstantin Sakkas (* 1982), Wissenschaftsjournalist und Publizist
- Mareike Schmidt (* 1983), Rechtswissenschaftlerin und Hochschullehrerin
- Leslie Suganandarajah (* 1983), Dirigent, Musikdirektor
- Igor Levit (* 1987), Pianist
- Paul Loeper (* 1989), Vorsitzender der europäischen Partei Volt in Deutschland
- Elisabeth Brauß (* 1995), Pianistin
- Julian Emanuel Becker (* 2005), Organist, Pianist und Komponist

## Schriften
Periodika:
- Jahresbericht des Königlichen Kaiser-Wilhelms-Gymnasiums zu Hannover, Untertitel … Schuljahr …, Hannover, 1877ff.
  - Königliches Kaiser-Wilhelms-Gymnasium zu Hannover, Zeitschrift als Beilage zum Jahresbericht, 1877–1915:
    - online-Digitalisate über die Universitäts- und Landesbibliothek Düsseldorf
    - online über die Bayerische Staatsbibliothek